# 테르 사미어

테르 사미어는 러시아에서 사용하는 사미어 중 하나이다. 2010년 기준 사용 인구는 2명이다.

## 문자 체계
테르 사미어를 위한 문자 체계으로는 1930년대에 스콜트 사미어 문자 체계를 이용해 개발한 라틴 알파벳 기반 문자 체계가 있었다. 세계 2차 대전 이후 킬딘 사미어 문자 체계를 기반으로 한 키릴 알파벳 기반 문자 체계로 전환되었다.